# Amegilla paracalva
Amegilla paracalva es una especie de abeja excavadora perteneciente al género Amegilla, categorizada en la tribu Anthophorini, de la subfamilia Apinae.
Fue descrita científicamente por Brooks en 1993. Aparece registrada y publicada en una sección de A new Amegilla (Hymenoptera: Anthophorida) from Western Australia. Records of the Western Australian Museum, Vol. 16, No. 2 de 1993.

## Distribución
La especie se distribuye por Australia, en Australia Occidental.